# Dunn (Carolina do Norte)
Dunn é uma cidade localizada no estado norte-americano de Carolina do Norte, no Condado de Harnett.

## Demografia
Segundo o censo norte-americano de 2000, a sua população era de 9 196 habitantes.
Em 2006, foi estimada uma população de 9 972, um aumento de 776 (8.4%).

## Geografia
De acordo com o United States Census Bureau tem uma área de 16,1 km², dos quais 16,1 km² cobertos por terra e 0,0 km² cobertos por água. Dunn localiza-se a aproximadamente 63 m acima do nível do mar.

## Localidades na vizinhança
O diagrama seguinte representa as localidades num raio de 12 km ao redor de Dunn.